# Capneidae
Famille
Les Capneidae sont une famille d'anémones de mer.

## Systématique
La famille des Capneidae est attribuée, en 1860, au naturaliste britannique Philip Henry Gosse (1810-1888).

## Liste des genres
Selon World Register of Marine Species (21 avril 2014) :
- genre Actinoporus Duchassaing, 1850 -- 2 espèces
- genre Aureliania Gosse, 1860 -- genre vide
- genre Capnea Forbes, 1841 -- 4 espèces